# GAZ (avto)
GAZ ali (rusko:|ГАЗ - Го́рьковский автомоби́льный заво́д - Gorkovskij avtomobilnij zavod) je ruski izdelovalec avtomobilov. Podjetje so ustanovili leta 1932 kot NAZ, v sodelovanju z ameriškim Fordom in Sovjetsko zvezo
Sedež podjetja je v Nižnjem Novgorodu. Podjetje izdeluje avtomobile, kombije, avtobuse in težke tovornjake. Poleg tega izdeluje tudi posamezne komponente.

## Zgodovina

### 1929 do 2000
Maja 1929 je Sovjetska zveza podpisala pogodbo z Ford Motor Company. Sovjeti so kupili za $13 milijonov avtomobilov in delov, Ford pa je ponudil tehnično asistenco do leta 1938 za igradnjo tovarne avtomobilov v Nižnjem Novgorodu. Proizvodnja se je začela leta 1. januarja 1932 v tovarni NAZ -Nizhegorodsij avtomobilni zavod. Prvo vozilo je bil Ford Model A - NAZ-A srednjega cenovnega razreda in lahki tovornjak Ford Model AA (NAZ-AA). NAZ je do leta 1936 proizvedel 100 000 vozil.
Leta 1933 so se preimenovali v Gorkovskij avtomobilni zavod - GAZ, po preimenovanju mesta po Maksimu Gorkiju.
GAZ-A je nasledil bolj moderni GAZ-M1 (baziran na modelu Ford Model B), izdelovali so ga od leta 1936 do 1942. Vozilo je dobilo vzdevek M'ka (Эмка).
Z izkušnjami iz modelov A in M1 so inženirji zgradili svoj model GAZ-11, ki so ga proizvajali od leta 1942 in 1946. Vozilo je imelo pogon na vsa štiri kolesa, verjeteno prvo tako vozli na svetu.
Med vojno so GAZ inženirji načrtovali vozilo za proizvodnjo po vojni. Novo vozilo je imelo ime GAZ-M20 Pobeda - zmaga. Imel je precej aerodinamična linije, v proizvodnji je bil do leta 1958, proizvodnja se je nadaljevala na Poljskem v tovarni Fabryka Samochodów Osobowych  do 1970ih.
Med vojno je GAZ sestavljal tudi Chevrolet G7107 in G7117 iz delov po pogodbi z Ameriko Lend Lease

## Vozila GAZ
- GAZ-AA
- GAZ M1
- Ba-20 z oklepom
- GAZ-67
- Ba-64 z oklepom
- GAZ-51
- GAZ M20 Pobeda (Zmaga)
- GAZ-12 ZIM
- GAZ-69A
- fGAZ-63
- BTR-40
- GAZ-21R Volga (1962)
- GAZ-13 Čajka
- GAZ-52/53
- Vojaški GAZ-66
- 1971 znamka Volga GAZ-24
- GAZ-24 Volga
- GAZ-24
- GAZ-14 Čajka
- BTR-80
- GAZ-31029 Volga
- GAZ-3111 Volga
- GAZ-31105 Volga (2004)
- GAZ-2975 na 2013 Dnevi zmage
- GAZ-31061 Ataman-2 koncept SUV (2005)
- Volga Siber